# Second Class
Second Class är en litauisk-svensk dokumentärfilm från 2012 i regi av Marta Dauliute och Elisabeth Marjanović Cronvall.
Filmen skildrar litauiska gästarbetare och regissörernas intention var att visa på hur dessa utgör ett slags andra klassens arbetskraft. Man stötte dock på motstånd då arbetare varken lät sig filmas eller kategoriseras. Filmen producerades, fotades och klipptes av Dauliute och Marjanović Cronvall.
Second Class premiärvisades i november 2012 i Litauen och visades i Sveriges första gången den 26 januari 2013 på Göteborgs filmfestival.